# Íñigo de Oriol e Ybarra
Iñigo de Oriol e Ybarra (Madrid, 8 de junio de 1935 – 7 de octubre de 2011) fue un empresario español. Licenciado en Derecho, fue presidente de importantes empresas españolas como Hidroeléctrica Española, Iberdrola o UNESA, también presidió la Cámara de Comercio e Industria de Madrid y fue consejero electivo del Reino.

## Biografía
Iñigo de Oriol e Ybarra nace en Madrid el 8 de junio de 1935 en el seno de una familia de larga tradición empresarial. Es hijo de María de Gracia Ybarra y Lasso de la Vega y José María de Oriol y Urquijo, presidente de Hidroeléctrica Española (1941-1985) e hijo de José Luis de Oriol Urigüen, promotor de Talgo; y hermano a su vez de Antonio María de Oriol, Presidente del Consejo de Estado durante la Transición española secuestrado por los GRAPO.
Estudio una licenciatura de Derecho en la Universidad Central de Madrid (predecesora de la actual Universidad Complutense de Madrid) de la que se licenció con 24 años en 1959.

### Carrera profesional

#### Hidrola e Iberdrola
Gracias a la larga tradición empresarial de su familia, Iñigo de Oriol entró a trabajar en Hidroeléctrica Española (Hidrola) el mismo año de su licenciatura. 15 años después, sería designado como el nuevo presidente de la empresa, sustituyendo a su padre.
Entre sus primeras actuaciones en la compañía están la adaptación del funcionamiento de la empresa al segundo Protocolo Eléctrico firmado por las empresas eléctricas con el Gobierno en 1986. Ya como presidente, su actuación frente a la  reestructuración para el proceso de liberalización del sector que estaba comenzando fue determinante, puesto que consiguió llegar a un acuerdo con Manuel Gómez de Pablo la fusión de Hidroeléctrica Española con Iberduero en 1991, constituyendo Iberdrola, de la que fue nombrado presidente. Bajo su presidencia, además de aumentar la capacidad del parque generador y del mercado, Iberdrola amplió y consolidó su presencia en Iberoamérica, comprando importantes activos en Brasil, Bolivia, Chile, Guatemala y México, y estableció un acuerdo estratégico con Energias de Portugal (EDP). Entre el 2000 y el 2001 intentaría la fusión con Endesa, pero las condiciones que impuso el gobierno español a través de Rodrigo Rato, entonces ministro de Economía, hicieron desistir a las compañías de la fusión.

#### UNESA
En su ámbito sectorial, Íñigo de Oriol fue nombrado presidente de UNESA, la Asociación de Empresas de Energía Eléctrica, durante tres períodos de tiempo: 1987-1989, 1996-1998 y 2002-2006.
Durante su primer mandato se culminó el ciclo inversor de la sustitución del petróleo en la producción de electricidad para hacer frente a las crisis del petróleo resultantes de la guerra económica contra la Unión Soviética en la década de 1980; además, como máximo representante de UNESA, llevó las negociaciones del Grupo de Empresas con Endesa para la adquisición de su energía, tema en el que habían surgido algunas divergencias. Consiguió llegar a un acuerdo amistoso entre las sociedades, lo que representó el restablecimiento de la paz en el sector eléctrico español.
En el segundo mandato, las empresas eléctricas firmaron a través de UNESA, el tercer Protocolo Eléctrico con el Gobierno español, que sentaría las bases de la Ley del Sector Eléctrico 54/1997, en la que se basó el marco de liberalización del sector.
En su último período de su presidencia, se hicieron cambios estructurales de gran importancia en las empresas eléctricas para el mejor funcionamiento del nuevo modelo de liberalización del sector eléctrico.

### Otros campos
Aparte de sus cargos ejecutivos en empresas privadas, Íñigo de Oriol desempeñó varios cargos en instituciones y organismos de renombre, como en la Cámara de Industria de Madrid, de la que fue elegido presidente en 1968, liderando su fusión con la Cámara de Comercio que culminó en 1970. En 1971 fue nombrado presidente de la Cámara de Comercio e Industria de Madrid, cargo que ocupó hasta 1978 tras un periodo de trabajo notable.
Fue presidente de honor de la Cámara de Comercio e Industria de Madrid, así como el promotor de la constitución de la Asociación Iberoamericana de Cámaras de Comercio (AICO). También fue miembro de la Cámara de Comercio Internacional en su sede española. Asimismo, fue presidente de Asland S.A. (posteriormente Lafarge-Asland, disuelta en 2015) y consejero de varias empresas multinacionales de ámbito europeo. Fue vocal de la Asamblea General y miembro de la Junta Directiva del Comité Ejecutivo de la CEOE durante los períodos de 1987-1989 y 1996-1998, en ambas ocasiones en representación de UNESA-FEIE (Federación Empresarial de la Industria Eléctrica).
Además de estas responsabilidades en el campo empresarial, Íñigo de Oriol formó parte del último Consejo del Reino como miembro electivo, por lo que fue protagonista directo de la transición hacia la Monarquía Constitucional.
Por último, en el campo académico pueden señalarse, entre otras actividades, la promoción en el año 2000 de la Cátedra Príncipe de Asturias de Ciencias y Tecnología de la Información en la Universidad de Nuevo México, Albuquerque (Estados Unidos).

## Reconocimientos y distinciones
Reconocimientos
Fue elegido Empresario del Año en dos ocasiones por instituciones de gran prestigio en el ámbito empresarial.
Distinciones
- Gran Cruz del Mérito Civil
- Gran Cruz de Alfonso X el Sabio
- Medalla al Mérito en el Trabajo

## Obras
- Trabajar en el Sector Eléctrico. Monografías Profesionales. Madrid: Fundación Universidad-Empresa. 1988.